# Бобри (Вікуловський район)
Бобри́ (рос. Бобры) — село у складі Вікуловського району Тюменської області, Росія.
Населення — 59 осіб (2010, 73 у 2002).
Національний склад станом на 2002 рік:
- росіяни — 100 %